# Liçac e Moret
Liçac e Moret (en francès Lissac-et-Mouret) és un municipi francès situat al departament de l'Òlt i a la regió d'Occitània.

## Demografia
| 1962                                       | 1968 | 1975 | 1982 | 1990 | 1999 | 2006 |
| ------------------------------------------ | ---- | ---- | ---- | ---- | ---- | ---- |
| 474                                        | 480  | 557  | 681  | 751  | 786  | 909  |
| Des de 1962: població sense dobles comptes |      |      |      |      |      |      |

## Administració
| Període   | Identitat         | Partit |
| --------- | ----------------- | ------ |
| 2001-2008 | Suzy Guillot      |        |
| 2008-     | Maryse Cantaloube |        |